# Johnny Yan
Johnny Yan Xing Shu (顏行書T, 颜行书S, Yan Xing ShuP; Taiwan, 8 settembre 1978) è un attore, cantante e cestista taiwanese, ex-membro del gruppo musicale 183 Club.

## Carriera
Yan ha dato avvio alla propria carriera come giocatore nella nazionale taiwanese di basket, ponderando solo successivamente le richieste di ingresso nel mondo dello spettacolo. Nel 2002 ha recitato insieme all'attrice Angela Zhang nella sua prima serie televisiva, intitolata My MVP Valentine, che l'ha reso popolare e gli ha procurato un contratto con l'agenzia manageriale Jungiery. Successivamente, ha recitato nel drama Snow Angel.
Yan ha abbandonato la Jungiery nel tardo 2007 per unirsi alla squadra dei 雲南 della Chinese Basketball Association. Dopo una stagione passata in Cina come cestista, è stato assunto come analista dalla Videoland Sports of Taiwan, in seguito a cui è entrato nella squadra di basket Taiwan Beer (2007-2008) della Republic of China's Super Basketball League.

## Filmografia

### Serie televisive
- My MVP Valentine (2002)
- The Champion (2004)
- Snow Angel (2004)
- The Prince Who Turns Into a Frog (2005)
- Legend of Star Apple (2006)